# Oral Muchamedschanow

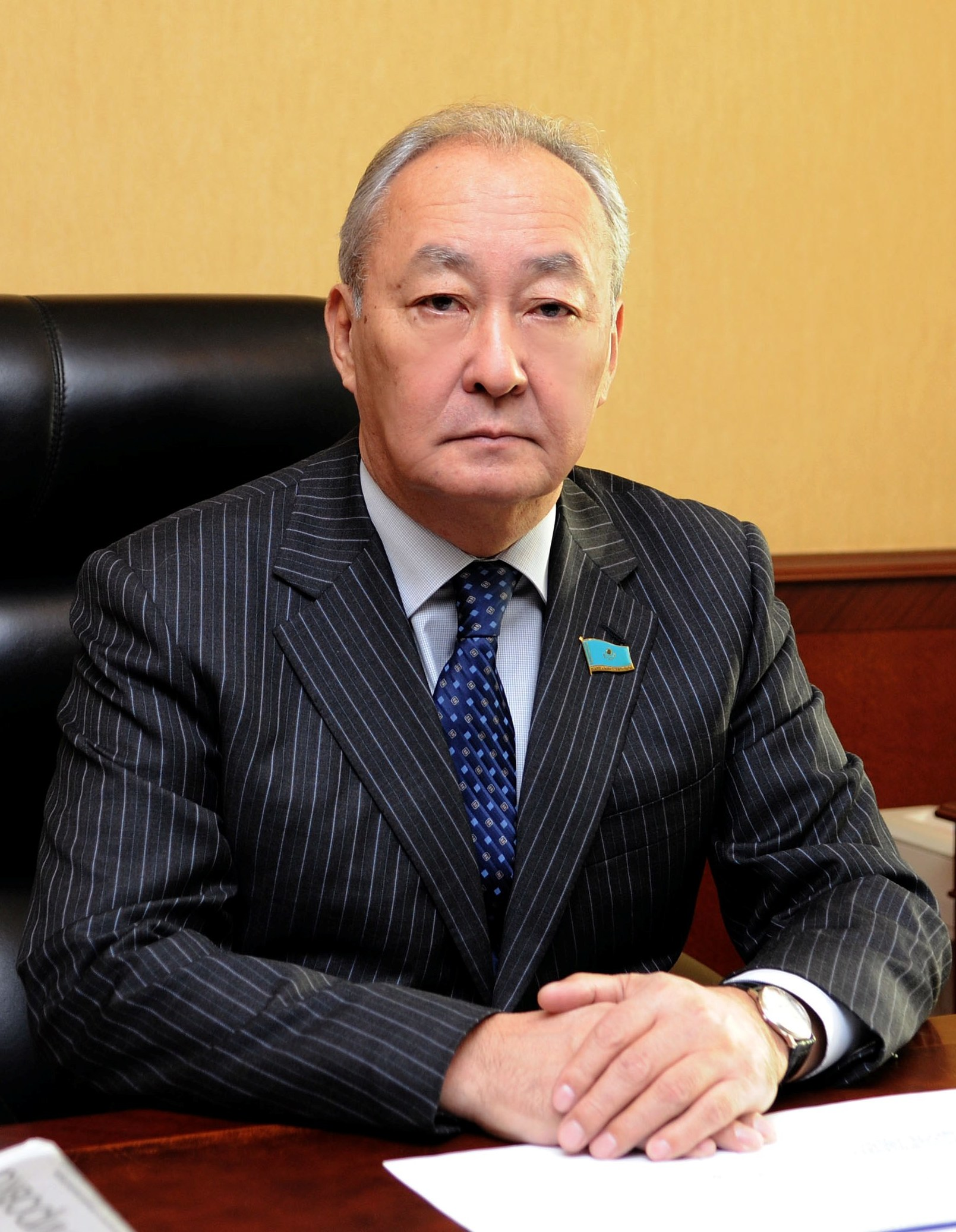
Oral Muchamedschanow, 2010

Oral Baighonysuly Muchamedschanow (kasachisch Орал Байғонысұлы Мұхамеджанов, russisch Урал Байгунсович Мухамеджанов; * 11. November 1948 in Kustanai, Kasachische SSR; † 15. Oktober 2013 in Astana, Kasachstan) war ein kasachischer Politiker.

## Leben
Oral Muchamedschanow wurde 1948 in Kustanai geboren. Er absolvierte 1971 das Handelsinstitut in Nowosibirsk und machte 1980 auch einen Abschluss an der Parteihochschule in Alma-Ata.
Nach seinem Abschluss am Handelsinstitut arbeitete er zunächst in einer Tuchfabrik in seiner Heimatstadt Kustanai. Von 1975 bis 1992 war er in verschiedenen Positionen beim Komsomol und Parteigremien der Kommunistischen Partei Kasachstans sowie beim regionalen Rat der Volksdeputierten der Oblast Turgai tätig. Nach der Unabhängigkeit Kasachstans wurde er 1992 zum Leiter der Kreisverwaltung des Kreises Amangeldi im Gebiet Torghai. Ab 1994 war er Abgeordneter im Obersten Rat Kasachstans und stellvertretender Vorsitzender des Ausschusses für wirtschaftliche Reformen. Zwischen 1995 und 1997 war er Leiter der Abteilung für soziale und kulturelle Entwicklung der Regierung der Republik Kasachstan. Anschließend arbeitete er in der Administration des Präsidenten Kasachstans. Nach der Parlamentswahl im September 2004 wurde er als Abgeordneter in die Mäschilis gewählt, wo er am 2. November von den Abgeordneten zum Vorsitzenden gewählt wurde. Auch nach der Parlamentswahl 2007 wurde er wieder ins Parlament gewählt und war zunächst Mitglied des Ausschusses für Landwirtschaft. Am 13. Oktober 2008 wurde er erneut zum Vorsitzenden der Mäschilis gewählt, wo er Aslan Mussin als Vorsitzenden ablöste. Bei der Wahl im Januar 2012 wurde er ebenfalls wieder ins Parlament gewählt und wurde diesmal Mitglied des Ausschusses für auswärtige Angelegenheiten, Verteidigung und Sicherheit.
Er starb am 13. Oktober 2013 in Astana.

## Familie
Oral Muchamedschanow war verheiratet mit Scholpan Muchamedschanowa. Die beiden hatten drei Kinder.